# Alisma ×rhicnocarpum
Alisma ×rhicnocarpum, vrsta hibridnog žabočuna (porodica žabočunovki) iz različitih dijelova Europe (Velika Britanija, Irska, Nizozemska, Poljska, Španjolska, Švedska).
Izvorni areal ovog hibrida je Europa. To je trajnica ili helofit i raste prvenstveno u umjerenom biomu. Hibridna formula je A. lanceolatum × A. plantago-aquatica.